# مروحة (حبيش)

تعديل مصدري - تعديل

مروحة هي إحدى قرى عزلة نقيل العقاب بمديرية حبيش التابعة لمحافظة إب، بلغ تعداد سكانها 906 نسمة حسب تعداد اليمن لعام 2004.